# Vörösfarkú jakamár
A vörösfarkú jakamár (Galbula ruficauda) a madarak (Aves) osztályának harkályalakúak (Piciformes) rendjébe, ezen belül a jakamárfélék (Galbulidae) családjába tartozó faj.

## Rendszerezése
A fajt Georges Cuvier francia zoológus írta le 1816-ban.

## Alfajai
- Galbula ruficauda brevirostris Cory 1913
- Galbula ruficauda heterogyna Todd 1932
- Galbula ruficauda melanogenia P. L. Sclater, 1852
- Galbula ruficauda pallens Bangs 1898
- Galbula ruficauda ruficauda Cuvier 1816
- Galbula ruficauda rufoviridis Cabanis 1851[2]

## Előfordulása
Mexikó, Nicaragua, Panama, Costa Rica, Honduras, Guatemala, Trinidad és Tobago, Argentína, Belize, Bolívia, Brazília, Kolumbia, Ecuador, Francia Guyana, Guyana, Paraguay és Venezuela területén honos. Természetes élőhelyei az erdőszélek, tisztások és ligeterdő. Állandó, nem vonuló faj.

## Megjelenése
Testhossza 25 centiméter, testtömege 18-28 gramm, csőre 5 centiméteres. teste karcsú, farka hosszú, lábai gyengék.
|  |  |

## Életmódja
Leshelyről vadászik repülő rovarokra, melyet a levegőben kap el.

## Szaporodása
Partoldalba, vagy termeszvárba készíti 50 centiméter hosszú költő üregét, melybe a csupasz földre rakja tojásait.

## Természetvédelmi helyzete
Az elterjedési területe nagyon nagy, egyedszáma is nagy. A Természetvédelmi Világszövetség Vörös listáján nem fenyegetett fajként szerepel.